# Římskokatolická farnost Vacov
Římskokatolická farnost Vacov je územním společenstvím římských katolíků v rámci prachatického vikariátu českobudějovické diecéze. Farnost je součástí většího farního obvodu spravovaného excurrendo z farnosti Vimperk.

## O farnosti

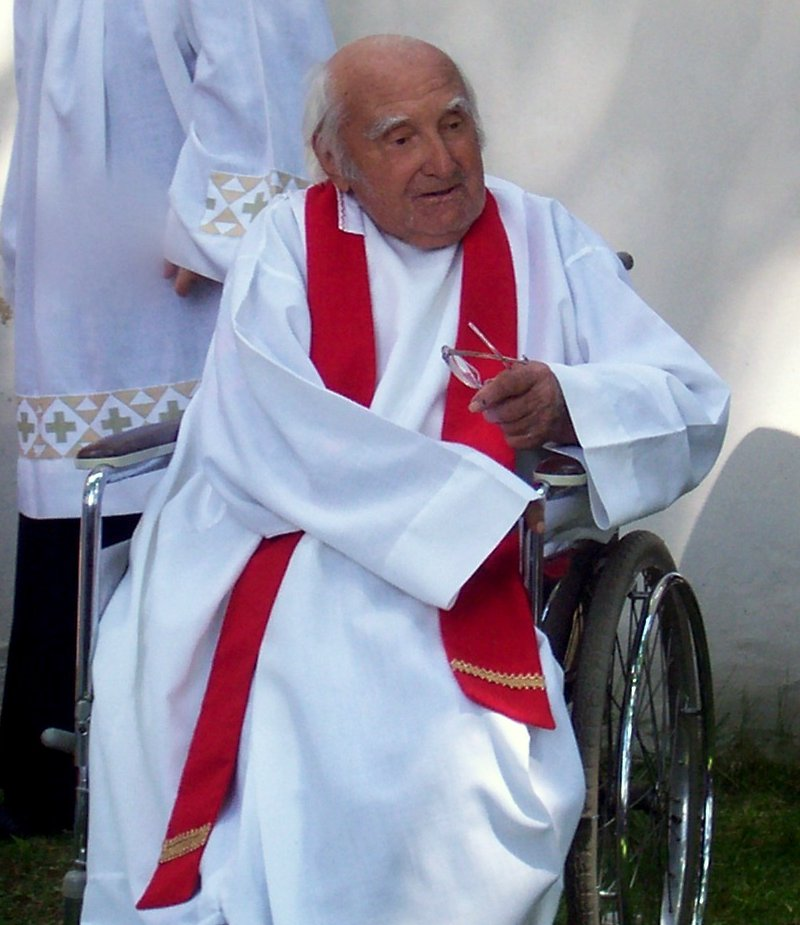
Administrátor excurrendo Martin František Vích

Administrátor excurrendo Jan Janoušek

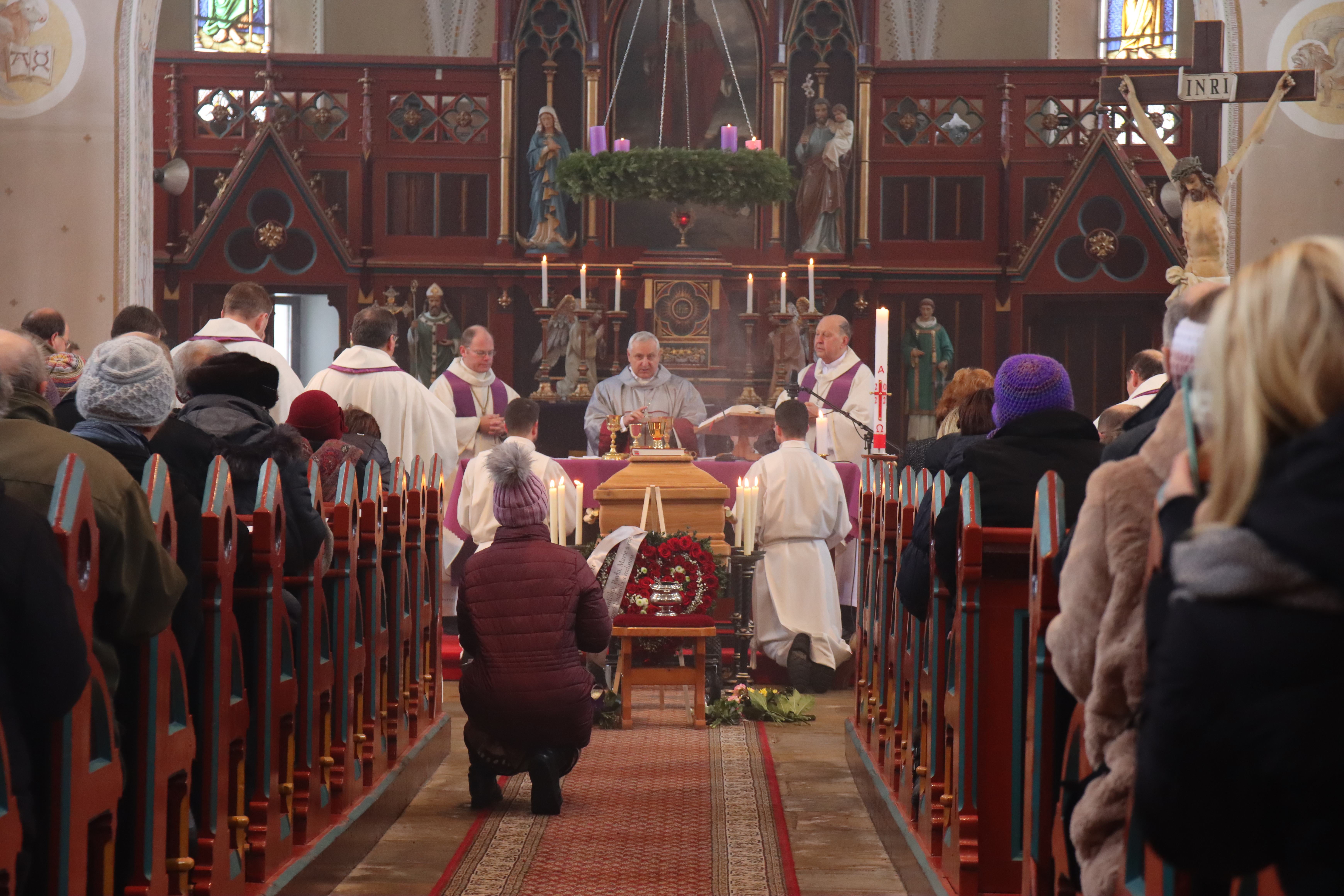
Pohřeb P. Jana Janouška ve vacovském kostele 17. prosince 2022

Plebánie je ve Vacově připomínaná v roce 1359 při původně románském kostelíku z let 1230–1240. Tento kostel měl plochostropou loď s apsidou zaklenutou konchou, v jihozápadním koutě měl hranolovou věž sousedící na severu s tribunou. V 16. století, kdy byla místní fara nekatolická, byl kostel přestavován. Po Bílé hoře byla farnost krátce neobsazená a docházel sem farář P. Augustin Stephanicius z franosti Čestice, od 40. let 17. století byla místní katolická farnost obnovená, od roku 1664 jsou vedeny matriční knihy. V letech 1671 a 1677 měla farnost, jako součást Sušického vikariátu, filiálky ve Zdíkovci a Dobrši, v roce 1725, kdy byl vikariát přejmenován na Volyňský (od roku 1704), měla filiálku již jen ve Zdíkovci, který k ní patřil až do roku 1782. V roce 1888 byl románský kostel pro svou chatrnost zbořen a na jeho místě byl v letech 1889–1890 postaven nový v pseudogotickém stylu.
V druhé polovině 20. století, nejpozději od roku 1967, byla farnost spravovaná z bývalé farnosti Dobrš, v letech 2009–2022 pak z farnosti Čkyně. Velmi krátce byla její správa vedená z farnosti Vlachovo Březí, od 7. března 2023 je spravovaná z farnosti Vimperk.

### Duchovní správci
Přehled duchovních správců od roku 1646:
- 1646 P. Matouš Václav Mekelius z Mekelsteina
- 1664 Jiří P. Vilém Schrott
- 1669–1673 P. Jan Augustin Niger z Rokycan, odešel do Jinína
- 1673 P. Jan František Šumar z Plzně († 1673)
- 1673–1676 P. Kristián Augustín Rašín z Rozenfeldu, přišel z Dobrše
- 1676–1690 P. Simeon Melchior Josef Brejcha
- 1690–1702 P. Vilém Jaroslav Haugvic z Biskupic, přišel z Dobrše, majitel poplužního dvoru Dřešínka, později děkanem v Budyni
- 1702–1706 P. Zdenko Jiří Chřepický z Modlíškovic, později kanovník a probošt u sv. Víta v Praze
- 1706–1711 P. Jan František Eisner (též Joann Francisco Eisner), přišel z Veselí, za jeho správy v roce 1706 pořízeny do kostela varhany od horažďovického varhanáře Václava Turnovského[12]
- 1711–1715 P. Josef Ferdinand Elefant, odešel do Veselí
- 1715–1722 P. Václav Jan Kuna († 18. ledna 1722 Vacov), za jeho správy zde prvně vypomáhal kaplan
- 1722–1729 P. Josef Raimund Bajer, rodák z Poličky, odešel do Protivína, později kanovník ve Staré Boleslavi
- 1729–1748 P. Adam Jan z Rothenbachu, odešel do Soběslavi, vypomáhali mu kapucíni a minorité
- 1748–1772 P. Matěj Pfeffer, rodák z Chýnova, odešel do Ledenic
- 1772–1776 P. Jan Quodfinger, odešel do Bavorova
- 1776–1785 P. Matěj Jelínek, jediný kaplan, který se ve Vacově stal i farářem
- 1785–1799 P. Ondřej Václav Leitnant, odešel do Vimperka, stal se vikářem
- 1799–1801 P. Antonín Korvín, rodák Horažďovický, zemřel ve Vacově
- 1801–1807 P. Tomáš Paule, rodák z Kamenného Újezdu, přišel z Vimperka, odešel do Lažic
- 1808–1820 P. Karel Hoslovský, rodák Prachatický, odešel do Hosína
- 1820–1821 P. Kašpar Nachlinger, rodák Prachatický, odešel do Bavorova
- 1821–1825 P. Antonín Šperling († 6. července 1825 Vacov), přišel z Bavorova
- 1825–1843 P. Tomáš Johánek, rodák z Milavče, vybudoval faru a hřbitov, později vikář a arcikněz v Bošilci, kde zemřel
- 1843–1869 P. Josef Grimm (* 8. srpna 1795 Volyně † 23. dubna 1871 Volyně), odešel na penzi do Volyně[13][14]
- 1869–1879 P. František Maruška (* 20. listopadu 1811 Chlumec † 12. prosince 1887 Písek), odešel na penzi do Písku[15][16][17]
- 1879–1894 P. František Soukup (* 13. července 1839 Olešník † 30. června 1894 Vacov), v roce 1892 jmenován Volyňským vikářem,[18] stavebník kostela, sloužil s kaplanem Janem Ilekem[19]
- 1894–1903 P. Matěj Šulista, rodák z Hrdějovic, přišel z Dobrše, odešel do Třeboně, byl vikářem
- 1903–1917 P. Petr Majer, rodák Horažďovický, odešel do penze
- 1917 administrátor P. Jaroslav Hrubeš (* 1874 Německý Brod), zdejší kaplan, později děkan v Chýnově
- 1918–1932 P. František Domorázek (* 29. října 1874 u Německého Brodu), přišel z Bavorova, kde byl kaplanem, později děkan v Chýnově, kde zemřel
- 1932–1933 P. Jan Urban, administrátor, přišel ze Lštění
- od 27. dubna 1933 do 1. dubna 1938 P. Dr. František Pernegr, horlivý kněz, pečoval o kostel i faru, později děkanem v Písku
- 1938–1940 P. Jan Chval († 2. ledna 1940 ve věku 38 let na zánět mozkových blan), rodák ze Štítkova, při zaopatřování se nachladil a následkem toho zemřel
- 1940 P. Václav Němec, administrátorem jen jeden měsíc, později děkanem v Kasejovicích
- 1940–1944 P. Jan Skřivan, organizátor místního ochotnického divadla
- 1944–1945 P. Bohumil Mráz (* 4. ledna 1913 Zdíkovec), kvůli válečným událostem nastoupil až 20. ledna 1945
- 1945–1951 P. František Klas, rodák z Kbelnice u Strakonic, odešel na diecézi budějovickou, kde byl sekretářem biskupa Šimona Bárty, později kaplan ve Volyni
- 1951 P. Jaroslav Hošna (* 17. dubna 1920 na Kladensku † 18. září 1970 v Písku)

...
- 1967–2008 R. D. Martin František Vích, administrátor excurrendo z farnosti Dobrš[10][20]
- do 30. června 2009 P. Mgr. Robert Konrad Paruszewski
- od 1. července 2009 do 6. prosince 2022 P. Jan Janoušek, administrátor excurrendo z farnosti Čkyně[2]
- od 16. prosince 2022 do 25. února 2023 P. Šimon Stančík, administrátor excurrendo z farnosti Vlachovo Březí[2]
- od 26. února 2023 R. D. Mgr. Jaromír Stehlík s výpomocným duchovním R. D. Mgr. Vavřincem Skýpalou, z farnosti Vimperk[1][2]

| Fotografie | Kostel                          | Místo    | Bohoslužba             | Bohoslužba             | Poznámka     |
| ---------- | ------------------------------- | -------- | ---------------------- | ---------------------- | ------------ |
|            | Kaple svatého Cyrila a Metoděje | Čábuze   | neslouží se pravidelně | neslouží se pravidelně | obecní kaple |
|            | Kaple                           | Mladíkov | neslouží se pravidelně | neslouží se pravidelně | obecní kaple |
|            | Kaple Panny Marie               | Nespice  | neslouží se pravidelně | neslouží se pravidelně | obecní kaple |
|            | Kostel svatého Mikuláše         | Vacov    | neděle čtvrtek         | 11.00 17.00            | farní kostel |
|            | Kaple                           | Vrbice   | neslouží se pravidelně | neslouží se pravidelně | obecní kaple |